# Laß die Sonne in dein Herz
Laß die Sonne in dein Herz (tradução portuguesa: "Deixa o sol entrar no teu coração ") foi a canção escolhida para representar a Alemanha no Festival Eurovisão da Canção 1987, interpretada em alemão por Wind.
Foi a décima-sexta canção a ser interpretada na noite do evento, a seguir à canção francesa "Les mots d'amour n'ont pas de dimanche", interpretada por Christine Minier e antes da canção cipriota "Aspro Mavro", interpretada por Alexia. A canção alemã terminou em segundo lugar (22 concorrentes), com 141 pontos.

## Autores
- Letrista: Bernd Meinunger
- Compositor: Ralph Siegel
- Orquestrador: Laszlo Bencker

## Letra
A canção, em termos musicais aproxima-se da música reggae e exorta para "Deixar o sol entrar no coração" como um dos meios para evitar pensamentos negativos. No coro da banda participa Robert Pilatus que participaria no projeto Milli Vanilli.